# Gianluca Arcopinto
Gianluca Arcopinto (Roma, 25 settembre 1959) è un produttore cinematografico e distributore cinematografico italiano.
Nel 2008 ha diviso con Andrea Occhipinti il Globo d'oro per il migliore produttore per il film Sonetàula. Ha ricevuto inoltre il Premio Mario Gallo e una candidatura ai David di Donatello, cinque ai Nastri d'argento e una alle Grolle d'oro. È considerato uno dei più importanti produttori del cinema indipendente italiano.

## Biografia
Dopo aver conseguito la laurea in letteratura Italiana, si diploma in Organizzazione della Produzione presso il Centro sperimentale di cinematografia di Roma. È consigliere di amministrazione del Centro sperimentale di cinematografia dal 1985 al 1988 e membro della commissione didattico-culturale negli anni 1993-1994. È membro dell'Accademia del cinema italiano.
Nel 1990 fonda la Axelotl Film, società di produzione, a cui nel 1998 affianca la società di distribuzione Pablo.
Ha prodotto i lungometraggi di esordio nel cinema di finzione di molti cineasti, tra i quali Eugenio Cappuccio (uno dei protagonisti de Il caricatore), Gianni Zanasi, Daniele Gaglianone, Paolo Genovese e Luca Miniero, Salvatore Mereu, Francesco Munzi.
Nel 2005 ha esordito alla regia di lungometraggio con il documentario Nichi, ritratto di Nichi Vendola.
Ha insegnato discipline di produzione cinematografica all'Istituto statale di istruzione superiore Roberto Rossellini di Roma, al Centro sperimentale di cinematografia, al Master ANICA, alla Università degli studi Roma Tre, alla Scuola di cinema Anna Magnani di Prato.

## Filmografia

### Produttore
- Dall'altra parte del mondo, regia di Arnaldo Catinari (1992)
- Non ho parole, regia di Pasquale Misuraca (1992)
- Pugili, regia di Lino Capolicchio (1995)
- Nella mischia, regia di Gianni Zanasi (1995)
- Il caricatore, regia di Eugenio Cappuccio, Massimo Gaudioso e Fabio Nunziata (1996)
- Cosa c'entra con l'amore, regia di Marco Speroni (1997)
- Girotondo, giro intorno al mondo, regia di Davide Manuli (1998)
- Interferenze, regia di César Meneghetti e Elisabetta Pandimiglio (1998)
- Un amore, regia di Gianluca Maria Tavarelli (1999)
- Fuori di me, regia di Gianni Zanasi (1999)
- Sono positivo, regia di Cristiano Bortone (1999)
- La vita è una sola, regia di Eugenio Cappuccio, Massimo Gaudioso e Fabio Nunziata (1999)
- I nostri anni, regia di Daniele Gaglianone (2000)
- Giravolte, regia di Carola Spadoni (2001)
- Tornando a casa , regia di Vincenzo Marra (2001)
- Delitto sul Po, regia di Antonio Rezza e Flavia Mastrella (2002)
- Incantesimo napoletano, regia di Paolo Genovese e Luca Miniero (2002)
- Ballo a tre passi, regia di Salvatore Mereu (2003)
- Italian Sud Est, regia di Fluid Video Crew - documentario (2003)
- Forse sì... forse no..., regia di Stefano Chiantini (2004)
- Movimenti, regia di Claudio Fausti e Serafino Murri (2004)
- Saimir, regia di Francesco Munzi (2004)
- C'è un posto in Italia, regia di Corso Salani - documentario (2005)
- Craj, regia di Davide Marengo - documentario (2005)
- Sonetàula, regia di Salvatore Mereu (2008)
- Tutto torna, regia di Enrico Pitzianti (2008)
- La prima linea, regia di Renato De Maria (2009)
- Voci di rugiada, regia di Marco De Angelis e Antonio Di Trapani (2009)
- Et in terra pax, regia di Matteo Botrugno e Daniele Coluccini (2010)
- Pietro, regia di Daniele Gaglianone (2010)
- Cavalli, regia di Michele Rho (2011)
- Ruggine, regia di Daniele Gaglianone (2011)
- La mia classe, regia di Daniele Gaglianone (2013)
- Bangland, regia di Lorenzo Berghella (2015)
- Per un figlio, regia di Suranga Deshapriya Katugampala - documentario (2016)
- Il contagio, regia di Matteo Botrugno e Daniele Coluccini (2017)
- L'equilibrio, regia di Vincenzo Marra (2017)
- Arrivederci Saigon, regia di Wilma Labate - documentario (2018)
- Wrestlove - L'amore combattuto, regia di Cristiano di Felice - documentario (2019)

### Distributore
- Pizzicata, regia di Edoardo Winspeare (1996)
- Oltre la giustizia (Bajo bandera), regia di Juan Josè Jusid (1997)
- Girotondo, giro intorno al mondo, regia di Davide Manuli (1998)
- Ospiti, regia di Matteo Garrone (1998)
- Piccole anime, regia di Giacomo Ciarrapico (1998)
- Interferenze, regia di César Meneghetti e Elisabetta Pandimiglio (1998)
- Due volte nella vita, regia di Emanuela Giordano (1998)
- L'ultimo cinema del mondo (El viento se llevó lo qué), regia di Alejandro Agresti (1998)
- Dancing North, regia di Paolo Quaregna (1999)
- Tutto quello che hai, regia di Tonino De Bernardi (1999)
- Un amore, regia di Gianluca Maria Tavarelli (1999)
- Asuddelsole, regia di Pasquale Marrazzo (2000)
- El bola, regia di Achero Mañas (2000)
- Fuori di me, regia di Gianni Zanasi (2000)
- Occidente, regia di Corso Salani (2000)
- Giorni dispari, regia di Dominick Tambasco (2000)
- Fuori di me, regia di Gianni Zanasi (2000)
- Sangue vivo, regia di Edoardo Winspeare (2000)
- Cecilia, regia di Antonio Morabito (2001)
- Non mi basta mai, regia di Guido Chiesa e Daniele Vicari - documentario (2001)
- E.A.M - Estranei alla massa, regia di Vincenzo Marra - documentario (2001)
- I nostri anni, regia di Daniele Gaglianone (2001)
- Amarsi può darsi, regia di Alberto Taraglio (2001)
- Delitto sul Po, regia di Antonio Rezza e Flavia Mastrella (2002)
- Piovono mucche, regia di Luca Vendruscolo (2002)
- Vecchie, regia di Daniele Segre (2002)
- Genova senza risposte, regia di Stefano Lorenzi (2002)
- Isole, regia di Stefano Chiantini (2012)
- Il gemello, regia di Vincenzo Marra (2012)
- Dimmi che destino avrò, regia di Peter Marcias (2012)
- Qui, regia di Daniele Gaglianone (2014)
- L'amministratore, regia di Vincenzo Marra (2014)
- La mia classe, regia di Daniele Gaglianone (2014)
- Storie sospese, regia di Stefano Chiantini (2015)
- Il nostro ultimo, regia di Ludovico Di Martino (2016)

## Riconoscimenti
- 1996 – Nastro d'argento
  - Candidatura al migliore produttore per Nella mischia
- 1997 – Sacher d'oro
  - Al miglior produttore della stagione per il film Il caricatore[9]
- 1998 – Nastro d'argento
  - Candidatura al migliore produttore per il film Il caricatore
- 1999 – Nastro d'argento
  - Menzione speciale per la produzione e la distribuzione dei cortometraggi[10]
- 2002 – Nastro d'argento
  - Candidatura al migliore produttore per Incantesimo napoletano
- 2003 – Batìk Film Festival
  - Premio Hollywood Party produttore italiano
- 2003 – Nastro d'argento
  - Candidatura al migliore produttore per Ballo a tre passi
- 2005 – Premio Libero Bizzarri – DOC Film Festival
  - Primo premio migliore documentario italiano per Nichi
- 2006 – Premio Saint Vincent – Grolla d'oro
  - Nomination per Nichi
- 2006 – Nastro d'argento
  - Candidatura al migliore produttore per Saimir
- 2008 – David di Donatello
  - Candidatura al migliore produttore per Sonetàula
- 2008 – Globo d'oro
  - Premio migliore produttore per Sonetàula
- 2010 – Premio Mario Gallo
- 2010 – FICE – Federazione Italiana Cinema d’Essai
  - Produttore dell'anno[11]
- 2011 – Festival du Film Italien de Villerupt
  - Premio Amilcar de la Ville[12]
- 2012 – Laceno d'oro
  - Targa Pier Paolo Pasolini[13]
- 2014 – Bari International Film Festival
  - Premio Franco Cristaldi al miglior produttore[14]
- 2018 – Premio Libero Bizzarri
  - Premio alla carriera[15]

## Pubblicazioni

### Poesie
- Raffaele e altri nove ritratti, EIV, 1979
- Utopismo, EIV, 1981

### Saggi
- A reti bianche, Valter Casini Editore, 2007, ISBN 8879050516
- Mi dicevano Pablo, Bunker Lab, 2007, ASIN B079TX5PF1
- Il camoscio e il borraccino (con Elisabetta Pandimiglio), Limina, 2010, ISBN 8860411025
- Le parole del futuro, Limina, 2010, ISBN 8860411068
- Cinema autonomo, DeriveApprodi, 2011, ISBN 8865480165
- Un fiume in piena. Storie di un’altra Scampia, DeriveApprodi, 2014, ISBN 8865480939
- Controvento, Marotta e Cafiero, 2016, ISBN 8897883591